# Videofilia: y otros síndromes virales
Videofilia: y otros síndromes virales é um filme de drama peruano de 2015 dirigido e escrito por Juan Daniel Fernández. Foi selecionado como representante de seu país ao Oscar de melhor filme estrangeiro em 2017.

## Elenco
- Liliana Albornoz - Rosa
- Caterina Gueli Rojo - Virus
- Rafael Gutiérrez - Assassino
- Michel Lovón - Mike
- Tilsa Otta - Irmã de Luz
- José Gabriel Alegría Sabogal - Luis